# Dieci secondi col diavolo
Dieci secondi col diavolo (Ten Seconds to Hell) è un film del 1959 diretto da Robert Aldrich.
Mutilato dai produttori (da 131 a 93 minuti) e basato su una sceneggiatura verbosa e prolissa, è un film che lo stesso regista giudicava negativamente.

## Trama
Alla fine della seconda guerra mondiale, sei reduci della Wehrmacht, tornati a Berlino nel 1945, vengono ingaggiati dal Comando americano per disseppellire e disinnescare ordigni inesplosi. C'è da rischiare la pelle ogni giorno, ma la paga è alta.